# Andrei Valeryevich Buivolov
Bản mẫu:Eastern Slavic name
Andrei Valeryevich Buivolov (tiếng Nga: Андрей Валерьевич Буйволов; sinh ngày 12 tháng 1 năm 1987) là một cầu thủ bóng đá người Nga. Anh chơi ở vị trí trung vệ cho F.K. Tosno.

## Sự nghiệp câu lạc bộ
Anh thi đấu khi Tosno giành chức vô địch Cúp bóng đá Nga 2017–18 trước FC Avangard Kursk vào ngày 9 tháng 5 năm 2018 tại Volgograd Arena.

## Danh hiệu

### Câu lạc bộ
Tosno
- Cúp quốc gia Nga: 2017–18

## Thống kê sự nghiệp
Tính đến 13 tháng 5 năm 2018
| Câu lạc bộ            | Mùa giải            | Giải vô địch                | Giải vô địch | Giải vô địch | Cúp     | Cúp       | Châu lục | Châu lục  | Tổng cộng | Tổng cộng |
| Câu lạc bộ            | Mùa giải            | Hạng đấu                    | Số trận      | Bàn thắng    | Số trận | Bàn thắng | Số trận  | Bàn thắng | Số trận   | Bàn thắng |
| --------------------- | ------------------- | --------------------------- | ------------ | ------------ | ------- | --------- | -------- | --------- | --------- | --------- |
| Volga Nizhny Novgorod | 2003                | PFL                         | 4            | 0            | 0       | 0         | –        | –         | 4         | 0         |
| Volga Nizhny Novgorod | 2004                | PFL                         | 9            | 0            | 0       | 0         | –        | –         | 9         | 0         |
| Volga Nizhny Novgorod | 2005                | PFL                         | 0            | 0            | 0       | 0         | –        | –         | 0         | 0         |
| Volga Nizhny Novgorod | 2006                | PFL                         | 16           | 0            | 2       | 0         | –        | –         | 18        | 0         |
| Volga Nizhny Novgorod | 2007                | PFL                         | 10           | 0            | 0       | 0         | –        | –         | 10        | 0         |
| Volga Nizhny Novgorod | 2008                | PFL                         | 32           | 0            | 6       | 0         | –        | –         | 38        | 0         |
| Volga Nizhny Novgorod | 2009                | FNL                         | 36           | 3            | 0       | 0         | –        | –         | 36        | 3         |
| Volga Nizhny Novgorod | 2010                | FNL                         | 37           | 1            | 2       | 1         | –        | –         | 39        | 2         |
| Volga Nizhny Novgorod | 2011–12             | Giải bóng đá ngoại hạng Nga | 19           | 0            | 3       | 0         | –        | –         | 22        | 0         |
| Volga Nizhny Novgorod | 2012–13             | Giải bóng đá ngoại hạng Nga | 8            | 0            | 0       | 0         | –        | –         | 8         | 0         |
| Volga Nizhny Novgorod | 2013–14             | Giải bóng đá ngoại hạng Nga | 0            | 0            | 0       | 0         | –        | –         | 0         | 0         |
| Volga Nizhny Novgorod | 2014–15             | FNL                         | 11           | 0            | 0       | 0         | –        | –         | 11        | 0         |
| Volga Nizhny Novgorod | 2015–16             | FNL                         | 35           | 3            | 1       | 0         | –        | –         | 36        | 3         |
| Volga Nizhny Novgorod | Tổng cộng           | Tổng cộng                   | 217          | 7            | 14      | 1         | 0        | 0         | 231       | 8         |
| Tosno                 | 2016–17             | FNL                         | 32           | 1            | 3       | 0         | –        | –         | 35        | 1         |
| Tosno                 | 2017–18             | Giải bóng đá ngoại hạng Nga | 21           | 0            | 4       | 1         | –        | –         | 25        | 1         |
| Tosno                 | Tổng cộng           | Tổng cộng                   | 53           | 1            | 7       | 1         | 0        | 0         | 60        | 2         |
| Tổng cộng sự nghiệp   | Tổng cộng sự nghiệp | Tổng cộng sự nghiệp         | 270          | 8            | 21      | 2         | 0        | 0         | 291       | 10        |